# 30e corps d'armée (Royaume-Uni)
Pour les articles homonymes, voir 30e corps d'armée.
Le XXXe corps britannique ou 30e corps britannique, est une unité militaire du Royaume-Uni, plus précisément un corps d'armée de la British Army (armée de terre britannique). Il est créé au cours de la Seconde Guerre mondiale et prend part à plusieurs batailles dont celle de Normandie. Il est dissous après-guerre.

## Officiers généraux de commandement
- 1941-1941 Lieutenant général Vyvyan Pope
- 1941-1942 Lieutenant général Charles Norrie
- 1942-1942 Lieutenant général William Ramsden
- 1942-1943 Lieutenant général Sir Oliver Leese
- 1944-1944 Lieutenant général Gerard Bucknall
- 1944-1945 Lieutenant général Brian Horrocks
- 1945-1946 Lieutenant général Alexander Galloway